# Sinclair Weeks
Sinclair Weeks (Newton, 1893. június 15. – Concord, 1972. február 7.) az Amerikai Egyesült Államok szenátora (Massachusetts, 1944).

## Élete
A massachusettsi West Newton-ban született, John Wingate Weeks második gyermekeként. Egy nővére volt, Katherine. A Harvard Egyetemen tanult. Több cégnél is dolgozott, például a First National Bank of Bostonnál vagy a United Carr Fastener Corporationnél. A Reed & Barton elnöke volt.
1930-tól 1935-ig Newton polgármestere volt.